# 藤村和広
藤村 和広（ふじむら かずひろ、1958年〈昭和33年〉12月9日 - ）は、東京都出身の日本の外交官。
駐キューバ大使などを経て、2022年3月から、駐フィンランド大使を務める。

## 略歴
- 1982年3月　早稲田大学政治経済学部政治学科卒業
- 1982年4月　外務省入省
- 1999年3月　総合外交政策局企画課 企画官 兼 大臣官房総務課行政改革推進室
- 1999年6月　在アメリカ合衆国日本国大使館 一等書記官
- 2000年1月　在アメリカ合衆国日本国大使館 参事官
- 2001年8月　在メキシコ日本国大使館 参事官
- 2003年8月　中南米局中南米第一課長
- 2004年8月　中南米局南米カリブ課長
- 2005年10月　国際情報統括官付国際情報官（第一国際情報官室担当）
- 2007年2月　在ラオス日本国大使館 参事官
- 2007年7月　在ラオス日本国大使館 公使
- 2009年4月　立命館アジア太平洋大学 教授
- 2012年3月　放送大学大学院文化科学研究科修士課程修了
- 2012年4月　在ポルトガル日本国大使館 公使
- 2015年5月　在ブラジル日本国大使館 公使
- 2018年12月　キューバ国駐箚 特命全権大使
- 2021年3月　免キューバ国駐箚
- 2022年3月　フィンランド国駐箚 特命全権大使
- 2024年1月　依願免職

## 同期
- 秋葉剛男（21年国家安全保障局長・18年外務事務次官）
- 伊藤伸彰（16年ウズベキスタン大使）
- 岡浩（21年エジプト大使・19年マレーシア大使・16-17年トルコ大使）
- 斎木尚子（17年外務省研修所長・15年国際法局長）
- 嶋崎郁（20年ヨルダン大使・17年チェコ大使）
- 能化正樹（21年駐スウェーデン大使・18年駐エジプト大使）
- 髙岡望（21年カメルーン大使）
- 髙瀨寧（21年ラトビア大使・17年メキシコ大使・14年中南米局長）
- 林肇（20年英国大使・19年内閣官房副長官補・17年ベルギー大使）
- 引原毅（19年ウィーン代表部大使・15年ラオス大使）
- 星山隆（22年ボツワナ大使）
- 柳秀直（20年ドイツ大使・17年ヨルダン大使）
- 新井辰夫（18年セネガル大使・15年ジブチ大使）
- 岩藤俊幸（17年ジンバブエ大使）
- 倉光秀彰（21年モロッコ大使・18年コートジボワール大使）
- 中山泰則（20年ギリシャ大使）
- 平木塲弘人（18年外務省研修所副所長）
- 山田淳（2021年カザフスタン大使・2018年アルメニア大使）
- 山本条太（21年オマーン大使・19年関西担当大使・16年フィンランド大使）
- 松田邦紀（2021年ウクライナ大使・2018年パキスタン大使）